# Коля Рэуту

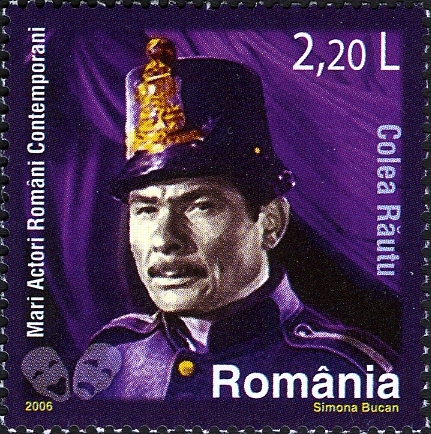
Коля Рэуту на почтовой марке Румынии. 2006 г.

Коля Рэуту (настоящее имя и фамилия — Николай Константинович Рутковский) (рум. Colea Răutu; 18 ноября 1912, Новые Лимбены, Белецкий уезд, Бессарабская губерния, Российская империя — 13 мая 2008, Бухарест, Румыния) — румынский актёр театра, кино, телевидения и дубляжа. Заслуженный артист Румынии (1962).

## Биография
Был одним из четверых детей в семье (сёстры Лариса и Наталья, брат Валентин). Учился в колледже «Regele Ferdinand» в Кишинёве. Окончил столичную филармоническую школу (ныне Национальный университет театра и кино «И. Л. Караджале» в Бухаресте. Дебютировал на сцене оперного театра в Клуж-Напока.
Выступал в театре Cărăbuş под руководством К. Тэнасе, где, в основном, исполнял социально-сатирические стихи. Позже, играл в Национальном театре в Бухаресте. В 1952—1968 годах — артист столичного Театра Одеон.
Снялся в более чем семидесяти фильмах и телесериалах, как румынских, так и зарубежных.
Умер от цирроза печени. Похоронен на Кладбище Беллу в Бухаресте.

## Награды
- 1967 — Орден «За заслуги перед культурой»[рум.] III степени (Румыния);
- 2002 — Кавалер ордена Звезды Румынии;
- 1962 — Заслуженный артист Румынии;
- 1988 — Премия ACIN за творческую деятельность;
- Премия Международного кинофестиваля в Карловых Варах;
- Премия Московского международного кинофестиваля в категории «Лучший актёр»;
- 2001 — Лауреат Гала-концерта «Золотой век»;
- Государственная премия Румынии в области театра и в области кинематографии.

## Избранная фильмография
- 1993 — Самый любимый сын Земли —Траян Петрини
- 1989 — Мирча / Mircea —Изедин-бей
- 1986 — Мы на линии фронта / Noi, cei din linia întâi — Плюшкин, советский сержант
- 1986 — Золотоискатели / Căutătorii de aur —Кема
- 1986 — Аткинс / Atkins — Старик
- 1981 — Дуэль / Duelul —Григоре Маймука, теневой делец (озвучание — Константин Тыртов)
- 1981 — Капкан для наёмников / Capcană mercenarilor —Калараш Аиленей Ион, сержант
- 1979 — Приключения рыжего Майкла / Mihail, cîine de circ
- 1978 — Реванш / Revanșa —Григоре Маимука, комиссар легионеров
- 1978 — Операция «Автобус» / Actiunea «Autobuzul» —командир взвода ополчения
- 1978 — Кто же миллиардер? / Nea’ Mărin miliardar —директор отеля (озвучил Константин Карельских)
- 1976 — Честь гайдука / Pintea —полковник, посланец князя
- 1976 — Поднять все паруса! / Toate pînzele sus!
- 1976 — Авария / Accident — полковник полиции
- 1975 — Одиночество цветов / Singurătatea florilor —Думитру, прораб, брат Овидиу
- 1975 — Мастодонт / Mastodontul —Лаке
- 1974 — Штефан Великий – 1475 год / Ştefan cel Mare — Vaslui 1475 —Сулейман-паша
- 1974 — Последний патрон / Ultimul cartuș —Бэникэ
- 1974 — Бессмертные / Nemuritorii —Юсуф-паша (озвучание — Юрий Леонидов)
- 1973 — Ульзана / Ulzana —— Старик-индеец Нана (озвучание — Николай Гаврилов)
- 1973 — Какое оно, счастье / Despre o anumita fericire
- 1973 — Братья Ждер / Fraţii Jderi —Грироре Гоголя
- 1973 — Апачи / Apachen —Нана
- 1972 — Приданое княжны Ралу / Zestrea domnitei Ralu —Мамулос
- 1972 — Взрыв / Explozia (озвучание — Геннадий Юдин)
- 1971 — Сотворение мира / Facerea lumii —Филипакэ
- 1971 — Неделя безумных / Saptamîna nebunilor —Мамулос
- 1971 — Вечеринка / Serata
- 1970 — Приключения гайдука Ангела / Haiducii lui Saptecai —Мамулос
- 1970 — Михай Храбрый / Mihai Viteazul —султан Мурад III (дублирует Михаил Глузский)
- 1969 — Охотник на оленей / Vînatorul de cerbi —Расщепленный Дуб
- 1968 — Три раза в Бухаресте / De trei ori Bucuresti
- 1968 — Прерия / La Prairie
- 1968 — Похищение девушек / Rapirea fecioarelor
- 1967 — Месть гайдуков / Razbunarea haiducilor —Ибрагим (озвучание — Аркадий Трусов)
- 1966 — Время снегов / Vremea zapezilor
- 1965 — Род Шоймаров / Neamul Şoimăreştilor —Темир-бей
- 1965 — Гайдуки / Haiducii —арнаут
- 1965 — Восстание / Răscoala —Косма (озвучание — Владимир Ферапонтов)
- 1965 — Белый процесс / Procesul alb
- 1964 — Кастелянов / Castelanii
- 1963 — Морской кот / Pisica de mare – полковник Драгомир (озвучивание Вячеслав Тихонов)
- 1962 — Лупень, 29 / Lupeni 29 —Летян
- 1960 — Солдаты в гражданской одежде / Soldati fara uniforma
- 1960 — Бурные годы / Setea —Арделяну (озвучание — Константин Тыртов)
- 1957 — Счастливая мельница / La 'Moara cu noroc' —Пинтя
- 1957 — Над пропастью / Dincolo de brazi